# Фёдор Ольгович
Фёдор О́льгович (иначе — Оле́гович; ум. 1427) — великий князь рязанский (1402—1427), сын великого князя рязанского Олега Ивановича.

## Биография
После смерти отца, князя Олега Ивановича, Фёдор в 1402 году отправился с подарками в Орду. Получив ярлык на великое рязанское княжение от хана Шадибека, Фёдор вернулся в Рязань, став правителем всего Рязанского княжества.
Установив мирные отношения с Ордой, Фёдор стремился поддерживать и укреплять мир с Московским княжеством. Сам Фёдор был с 1386 года женат на дочери Дмитрия Донского, в 1400 году дочь Фёдора была выдана замуж за сына Владимира Храброго Ивана.
В 1402 году Фёдор заключил договор с великим князем Василием Дмитриевичем, его дядей Владимиром Андреевичем, и братьями Юрием, Андреем и Петром. В соответствии с этим договором Фёдор признавал Василия I старшим братом, Владимира Андреевича и Юрия Дмитриевича равными братьями, Андрея и Петра — младшими братьями. Кроме того, Фёдор имел право посылать послов в Орду и принимать у себя ордынских послов, но только при условии извещения об этом великого князя московского. В случае конфликта с Ордой Фёдор, согласно договору, должен был действовать заодно с московским князем. Согласно договору, границы между Московским и Рязанским княжествами оставались без изменений (за исключением некоторых мещерских земель, отошедших к Москве). Помимо этого, документ подтверждал установление добрососедских отношений между Фёдором и пронскими князьями.
В течение своего правления Фёдор Ольгович не раз был вынужден отражать нападения ордынцев (в 1405, 1411 и 1426 годах). Фёдор также выкупил из литовского плена своего брата Родослава за 3000 рублей.
В 1408 году между Фёдором Ольговичем и пронским князем Иваном Владимировичем началась вооружённая борьба. Пронский князь, возвратившись из Орды, при поддержке ордынских войск напал на владения Фёдора. Фёдор вынужден был бежать за Оку. Великое рязанское княжение захватил Иван Владимирович. Василий I послал на помощь Фёдору своих воевод, которые были разбиты в битве на реке Смядве. Иван Владимирович, несмотря на успех, не счёл нужным продолжать борьбу. Вскоре при посредничестве Василия I был заключён мир между Фёдором Ольговичем и Иваном Владимировичем.
Фёдор Ольгович скончался в 1427 году, по другим версиям — в 1409 или 1429.

## Семья
Отец: Олег Иванович (ум. 1402) — великий князь рязанский (1350—1402).
Жена (с 1386 года): Софья — дочь Дмитрия Донского.
Дети:
- Василий (ум. 1407)
- Иван (ум. 1456) — рязанский великий князь (1427—1456).
- Василиса (после 1387 — ?) — жена (с 1400) Ивана Владимировича[4].